# Gudermann-függvény

A Gudermann-függvény a valós számokon

A matematikában a Gudermann-függvény a komplex számok használata nélkül összekapcsolja a trigonometrikus és a hiperbolikus függvényeket. A kifejezésekben a Gudermann-függvény belső függvényként szerepel, majd az általa visszaadott értékre alkalmazva a trigonometrikus függvényt hiperbolikus függvényhez jutunk.

## Definíció
Valós számokon a Gudermann-függvény:
{\displaystyle \operatorname {gd} \,(x):=\int _{0}^{x}{\frac {\mathrm {d} t}{\operatorname {ch} t}}}
Elvégezve a {\displaystyle \operatorname {gd} (x)=\varphi ,\,e^{t}=s} helyettesítéseket, és ráeresztve a {\displaystyle \mathrm {d} t=e^{-t}\mathrm {d} s=s^{-1}\mathrm {d} s} differenciálokat az integrál átalakítható:
{\displaystyle {\begin{aligned}\varphi ={\varphi }\,(x)&:=\int _{0}^{x}{\frac {\mathrm {d} t}{\operatorname {ch} t}}=\int _{0}^{x}{\frac {2\,\mathrm {d} t}{e^{t}+e^{-t}}}=\int _{e^{0}}^{e^{x}}{\frac {2s^{-1}\mathrm {d} s}{s+s^{-1}}}=\int _{1}^{e^{x}}{\frac {2\,\mathrm {d} s}{s^{2}+1}}=2\operatorname {arctg} (s){\bigg |}_{1}^{e^{x}}\\&:=2\operatorname {arctg} ({e^{x}})-{\tfrac {\pi }{2}}={\tfrac {\pi }{2}}-2\operatorname {arctg} ({e^{-x}})\\\end{aligned}}}
Az explicit képlet alapján felismerhető, hogy a {\displaystyle \varphi =\varphi \,(x)=\operatorname {gd} (x)} értéke skalár a hiperbolikus függvények számára. Az összes további kifejezésben a szögfüggvények esetén szögről, a hiperbolikus függvényeknél skalárról esik szó. Az exponenciális függvényre megoldva
{\displaystyle {e^{x}}:=\operatorname {tg} ({\tfrac {\pi }{4}}+{\tfrac {\varphi }{2}})={\frac {\operatorname {tg} {\tfrac {\pi }{4}}+\operatorname {tg} {\tfrac {\varphi }{2}}}{1-\operatorname {tg} {\tfrac {\pi }{4}}\operatorname {tg} {\tfrac {\varphi }{2}}}}:={\frac {1+\operatorname {tg} {\tfrac {\varphi }{2}}}{1-\operatorname {tg} {\tfrac {\varphi }{2}}}}\quad {\text{(1)}}}
Ebből megkaphatjuk az összefüöggést a félszögre:
{\displaystyle \operatorname {tg} {\tfrac {\varphi }{2}}={\frac {e^{x}-1}{e^{x}+1}}={\frac {e^{\tfrac {x}{2}}-e^{-{\tfrac {x}{2}}}}{e^{\tfrac {x}{2}}+e^{-{\tfrac {x}{2}}}}}:=\operatorname {th} {\tfrac {x}{2}}\quad {\text{(2)}}}
A (2)-es egyenlet egyszerűsített ábrázolása a Gudermann-függvény központi kapcsolata, mely megteremti az összefüggést egy szögfüggvény szöge és egy hiperbolikus függvény skalárja között. Ez alapján megadható a függvény ekvivalens definíciója:
{\displaystyle {\begin{aligned}{\varphi }\,(x):=\operatorname {gd} x&=2\operatorname {arctg} \left[\operatorname {th} \left({\tfrac {1}{2}}x\right)\right]\\&=\arcsin \left(\operatorname {th} x\right)=\operatorname {arctg} (\operatorname {sh} x)=\operatorname {arccsc} (\operatorname {cth} x)\\&=\operatorname {sgn} (x)\cdot \arccos \left(\operatorname {sech} x\right)=\operatorname {sgn} (x)\cdot \operatorname {arcsec} (\operatorname {ch} x)\end{aligned}}}
Ez megfelel a Lambert által vizsgált összefüggésnek:
{\displaystyle \operatorname {th} {\tfrac {x}{2}}={\tfrac {1}{\mathrm {i} }}\operatorname {tg} {\tfrac {\mathrm {i} x}{2}}=\operatorname {tg} {\tfrac {\varphi (x)}{2}}.}
A félszögekről az egész szögekre való áttéréshez a (2)-es egyenletet be kell helyettesíteni a tangens kétszeres szög képletébe:
{\displaystyle \operatorname {tg} \varphi =\operatorname {tg} {\tfrac {2\varphi }{2}}:={\frac {2\operatorname {tg} {\tfrac {\varphi }{2}}}{1-\operatorname {tg} ^{2}{\tfrac {\varphi }{2}}}}:={\frac {2\operatorname {th} {\tfrac {x}{2}}}{1-\operatorname {th} ^{2}{\tfrac {x}{2}}}}={\frac {2\operatorname {sh} {\tfrac {x}{2}}\operatorname {ch} {\tfrac {x}{2}}}{\operatorname {ch} ^{2}{\tfrac {x}{2}}-\operatorname {sh} ^{2}{\tfrac {x}{2}}}}=2\operatorname {sh} {\tfrac {x}{2}}\operatorname {ch} {\tfrac {x}{2}}:=\operatorname {sh} {x}\quad {\text{(3)}}}
Ez az egyenlet szintén központi fontosságú; más szögfüggvények és hiperbolikus függvények használatával másként tudjuk kifejezni ezt a kapcsolatot. Így jutunk a következő egyenlethez:
{\displaystyle \sin \varphi :=\operatorname {th} {x}\quad {\text{(4)}}}
ami szintén nagyon fontos. Az egyenlet megoldása a Gudermann-függvényre: {\displaystyle \varphi =\varphi (x)=\operatorname {gd} (x)}

## Inverz függvénye
Az inverz Gudermann-függvény megkapható a fenti egyenletek {\displaystyle x}-re való megoldásával. Kifejezéséhez logaritmusfüggvényre van szükség. Definiálható a fenti egyenletektől függetlenül is, de levezethető a Gudermann-függvényhez hasonlóan, habár a köztes lépésekhez bonyolult számításokra van szükség.
Ha {\displaystyle -{\tfrac {\pi }{2}}<\varphi <{\tfrac {\pi }{2}}}, akkor:
{\displaystyle {\begin{aligned}\operatorname {arcgd} \,(\varphi )&:=\operatorname {gd} ^{-1}(\varphi )=\int _{0}^{\varphi }{\frac {\mathrm {d} t}{\cos t}}=\int _{0}^{\varphi }{\frac {2\mathrm {d} t}{e^{\mathrm {i} t}+e^{-\mathrm {i} t}}}=\ldots \\&=\ln \operatorname {tg} \left({\tfrac {\pi }{4}}+{\tfrac {\varphi }{2}}\right)=\ln {\frac {1+\operatorname {tg} {\tfrac {\varphi }{2}}}{1-\operatorname {tg} {\tfrac {\varphi }{2}}}}=\ln {\frac {\cos {\tfrac {\varphi }{2}}+\sin {\tfrac {\varphi }{2}}}{\cos {\tfrac {\varphi }{2}}-\sin {\tfrac {\varphi }{2}}}}\\&=\ln \operatorname {ctg} \left({\tfrac {\pi }{4}}-{\tfrac {\varphi }{2}}\right)\quad {\text{(1 alapján)}}\\&=\ln {\frac {1+\operatorname {tg} {\tfrac {\varphi }{2}}}{1-\operatorname {tg} {\tfrac {\varphi }{2}}}}\\&={2}\operatorname {arth} (\operatorname {tg} {\tfrac {\varphi }{2}})\quad {\text{(2 alapján)}}\\&=\ln {\frac {\left(\cos {\tfrac {\varphi }{2}}+\sin {\tfrac {\varphi }{2}}\right)^{2}}{\cos ^{2}{\tfrac {\varphi }{2}}-\sin ^{2}{\tfrac {\varphi }{2}}}}=\ln {\frac {\cos ^{2}{\tfrac {\varphi }{2}}+\sin ^{2}{\tfrac {\varphi }{2}}+2\cos {\tfrac {\varphi }{2}}\sin {\tfrac {\varphi }{2}}}{1-\sin ^{2}{\tfrac {\varphi }{2}}-\sin ^{2}{\tfrac {\varphi }{2}}}}\\&=\ln {\frac {1+2\cos {\tfrac {\varphi }{2}}\sin {\tfrac {\varphi }{2}}}{1-2\sin ^{2}{\tfrac {\varphi }{2}}}}=\ln {\frac {1+\sin \varphi }{\cos \varphi }}=\ln(\operatorname {tg} \varphi +\sec \varphi )\\&=\ln {\frac {1+\sin \varphi }{\sqrt {1-\sin ^{2}\varphi }}}=\ln {\sqrt {\frac {1+\sin \varphi }{1-\sin \varphi }}}={\frac {1}{2}}\ln {\frac {1+\sin \varphi }{1-\sin \varphi }}\\&=\operatorname {arth} (\sin \varphi )\quad {\text{(4 alapján)}}\\&=\operatorname {arsh} (\operatorname {tg} \varphi )\quad {\text{(3 alapján)}}\\&=\operatorname {arch} (\sec \varphi )\\\end{aligned}}}
Az inverz Gudermann-függvény kiértékeléséhez a (4)-es egyenlet különösen alkalmas, különösen az értelmezési tartomány középső kétharmadában: {\displaystyle -{\tfrac {\pi }{3}}<\varphi <{\tfrac {\pi }{3}}}. A széleken a félszöges ábrázolást részesítik előnyben, mivel ekkor nem kell a szinusz és a koszinusz szélsőértékeinek közelében számolni, ezzel az eredmény pontosabb lehet. Hasonló módszerekkel végzik a Gudermann-függvény kiértékelését is.

## További kapcsolatok
A Gudermann-függvény és inverzének deriváltja:
{\displaystyle {\begin{aligned}&{\frac {\mathrm {d} }{\mathrm {d} x}}\,\operatorname {gd} (x)=\operatorname {sech} x=\cos(\operatorname {gd} x),\\&{\frac {\mathrm {d} }{\mathrm {d} \varphi }}\,\operatorname {arcgd} \,(\varphi )=\sec \varphi \end{aligned}}}
Azonosság a komplex számításokhoz:
{\displaystyle \operatorname {gd} \left({\mathrm {i} }\cdot x\right)={\mathrm {i} }\cdot \operatorname {arcgd} \left(x\right)}
A szögfüggvények és a hiperbolikus függvények közötti kapcsolat:
{\displaystyle {\begin{aligned}\operatorname {sh} (x)&=\operatorname {tg} (\operatorname {gd} \,x)&=&\operatorname {tg} (\varphi )&\quad &{\text{(3)}}\\\operatorname {ch} (x)&=\sec(\operatorname {gd} \,x)&=&\sec(\varphi )\\\operatorname {th} (x)&=\sin(\operatorname {gd} \,x)&=&\sin(\varphi )&\quad &{\text{(4)}}\\\operatorname {sech} (x)&=\cos(\operatorname {gd} \,x)&=&\cos(\varphi )\\\operatorname {csch} (x)&=\operatorname {ctg} (\operatorname {gd} \,x)&=&\operatorname {ctg} (\varphi )\\\operatorname {cth} (x)&=\csc(\operatorname {gd} \,x)&=&\csc(\varphi )\\\end{aligned}}}

## Alkalmazások
A trigonometrikus és a hiperbolikus függvények közötti kapcsolat segítségével egyszerűsíthetők a matematikai képletek. 
Egyszerű deriváltjaik miatt a Gudermann-függvény és inverze integrál helyettesítésre alkalmas. Gudermann erre használta őket.
A Mercator-vetületekben a {\displaystyle \varphi }  földrajzi szélességet az {\displaystyle y_{N}} észak-dél komponenssel a Gudermann-függvény kapcsolja össze. Az {\displaystyle R} földsugár az
{\displaystyle {\begin{aligned}{\text{(2)}}&\quad &\operatorname {tg} {\tfrac {\varphi }{2}}&=\operatorname {th} {\tfrac {y_{N}}{2R}}\\{\text{(3)}}&\quad &\operatorname {tg} {\varphi }&=\operatorname {sh} {\tfrac {y_{N}}{R}}\\{\text{(4)}}&\quad &\sin {\varphi }&=\operatorname {th} {\tfrac {y_{N}}{R}}\\\end{aligned}}}
egyenletekben fontos. Mivel a Mercator-vetület helyi torzítása a szélességi foktól úgy függ, mint {\displaystyle \sec {\varphi }}, az {\displaystyle {\tfrac {y_{N}}{R}}} relatív projekciós távolság az Egyenlítőtől az  {\displaystyle \varphi } szélességig az összes torzítás integrálja, az Egyenlítőtől {\displaystyle \varphi }-ig:
{\displaystyle {\frac {y_{N}(\varphi )}{R_{E}}}=\int _{0}^{\varphi }{\frac {\mathrm {d} t}{\cos t}}=\operatorname {arth} (\sin \varphi ):=\operatorname {arcgd} (\varphi )}
A kiértékelés szempontjából az inverz Gudermann-függvény félszöges ábrázolása részesítendő előnyben.
A Gudermann-függvényhez hasonló, szigmoid alakú lefutás a tangens hiyperbolicusra és a logisztikus függvényre is jellemző.

## Története
Habár nevét Christoph Gudermann (1798–1852) után kapta, már 1760 körül leírta a svájci Johann Heinrich Lambert, mikor a tangens lánctörtbe fejtése közben az e és a Pí számokat próbálta egymással összefüggésbe hozni. Az általa transzcendens szögnek nevezett függvény nem váltotta be a hozzá fűzött reményeit, és nem sikerült az összefüggést nem triviális, analitikus alakban megadnia, vagy valahol máshol felhasználnia.
Christoph Gudermann 1830 körül elliptikus integrálokat vizsgált, és véletlenül bukkant rá a trigonometrikus és a hiperbolikus függvények nem triviális összefüggéséről, mely az összes trigonometrikus függvényre alkalmazható. Neki sikerült az összefüggést analitikus formába öntenie, azonban csak kevés figyelemre talált. A Gudermann-függvény elnevezést Arthur Cayley adta 1862-ben, amikor az elliptikus integrálok vizsgálata közben hivatkozott Gudermann munkásságára.

## Forrás
- Weisstein, Eric W.: {{{title}}} (angol nyelven). Wolfram MathWorld

## Fordítás
Ez a szócikk részben vagy egészben  a   Gudermannfunktion című német Wikipédia-szócikk fordításán alapul.  Az eredeti cikk szerkesztőit annak laptörténete sorolja fel. Ez a jelzés csupán a megfogalmazás eredetét és a szerzői jogokat jelzi, nem szolgál a cikkben szereplő információk forrásmegjelöléseként.